# Noob Saibot

Noob Saibot is een personage uit de Mortal Kombat spellenreeks. Hij werd geïntroduceerd als een verborgen personage in het computerspel Mortal Kombat II. Hij wordt getoond als een zwarte ninja. 
In het spel Mortal Kombat: Deception werd onthuld dat Noob Saibot eigenlijk de oorspronkelijke Sub-Zero (Bi-Han) uit het eerste Mortal Kombat spel is, en tevens de broer van de tweede Sub-Zero.
De naam "Noob Saibot" verwijst naar de achternamen van de twee makers van het eerste Mortal Kombat-spel: Ed Boon en John Tobias. Tobias Boon wordt van achteren naar voren gelezen Noob Saibot.